# Dianthus setisquameus
Dianthus setisquameus är en nejlikväxtart som beskrevs av Heinrich Carl Haussknecht och Bornm. Dianthus setisquameus ingår i släktet nejlikor, och familjen nejlikväxter. Inga underarter finns listade i Catalogue of Life.